# Wilder Hausschwamm
Der Wilde Hausschwamm (Serpula himantioides) ist ein Pilz aus der Gattung der Hausschwämme (Serpula).

## Merkmale
Der Wilde Hausschwamm bildet 5–15 cm breite, weichfleischige Fruchtkörper, die sich leicht vom Substrat ablösen lassen und im trockenen Zustand brüchig werden. Die Oberseite des Pilzes ist bei jungen Pilzen glatt, später wird sie runzelig. Die Farbe der Fruchtkörper ändert sich mit dem Alter des Pilzes: Bei jungen Fruchtkörpern ist sie leicht lila, verändert sich dann zu senfgelb und ist am Ende olivbraun. Der Rand der Fruchtkörper ist weißfaserig-wollig, später mit violettem Ton.

## Ökologie

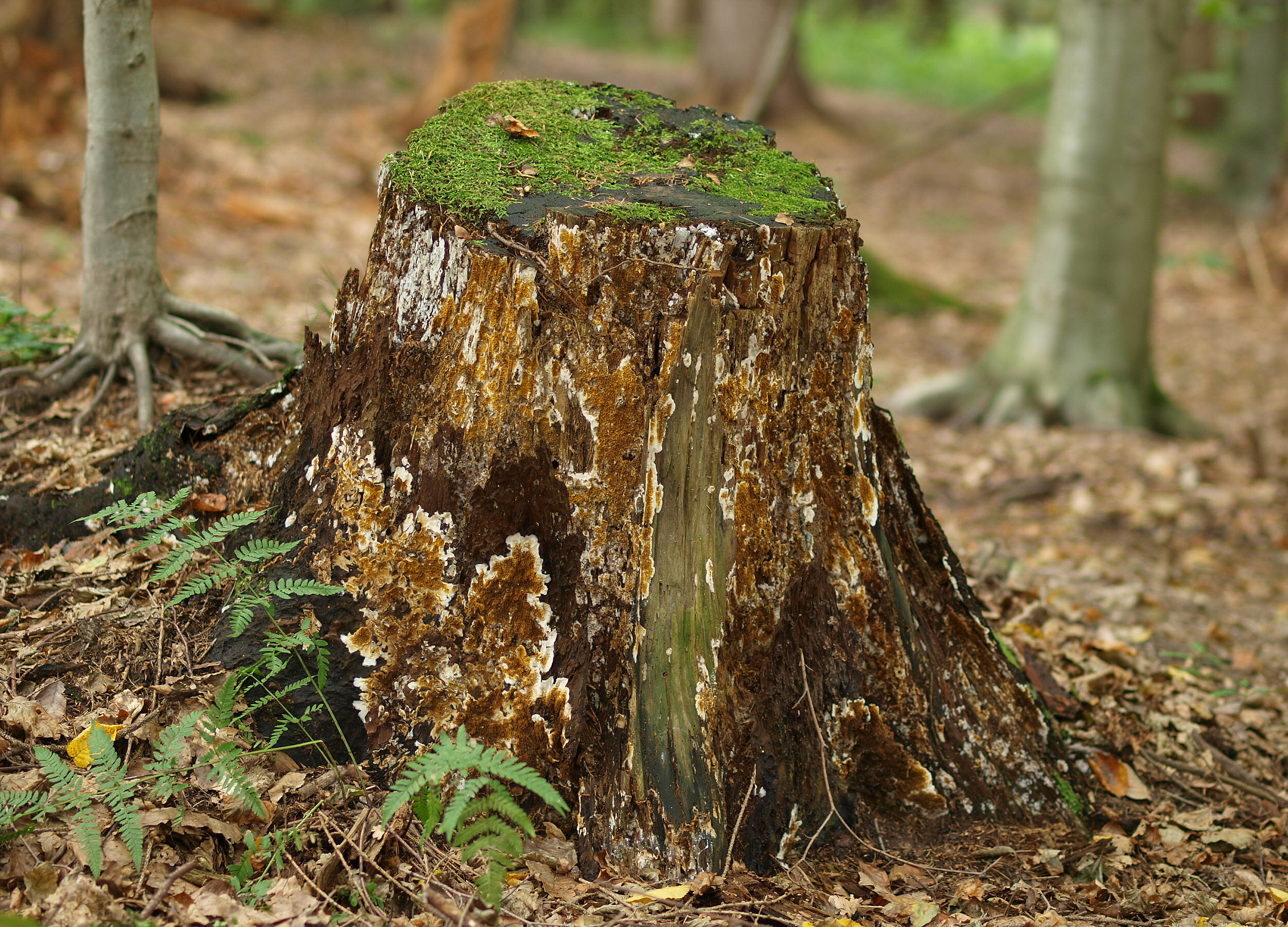
An dem morschen Baumstumpf wächst flächig ausgebreitet der Wilde Hausschwamm (Serpula himantioides)

Der Wilde Hausschwamm ist ein saprobiontischer Holzbewohner, der vor allem in diversen Forsten und Wäldern an der Unterseite von liegenden Stämmen und dicken Ästen oder Stümpfen wächst, seine Fruchtkörper erscheinen in der späten Initial- und frühen Optimalphase. Die Art besiedelt vor allem Holz, das sich in Kontakt mit dem Boden befindet oder in feuchten Stapeln liegt. Seltener kommt der Wilde Hausschwamm an verbautem feuchtem Holz vor. Im Inneren von Schuppen oder ähnlichen Gebäuden erscheint er selten, dann meist mit Brennholz oder ähnlichem Material eingeschleppt. Seine optimale Wachstumstemperatur liegt bei 20 bis 25 °C, damit erreicht der Pilz ein Wachstum von ca. sieben Millimetern pro Tag. Der Wilde Hausschwamm wächst bevorzugt auf Nadelholz, Laubholz wird selten besiedelt. Frische Fruchtkörper erscheinen in Mitteleuropa vor allem im Herbst und bleiben bis in den Winter hinein erhalten.

## Verbreitung
Die Verbreitung des Wilden Hausschwammes ist unklar, in Europa wird er in Mittel- und Nordeuropa gefunden, in Deutschland kommt er verstreut in allen Bundesländern vor.

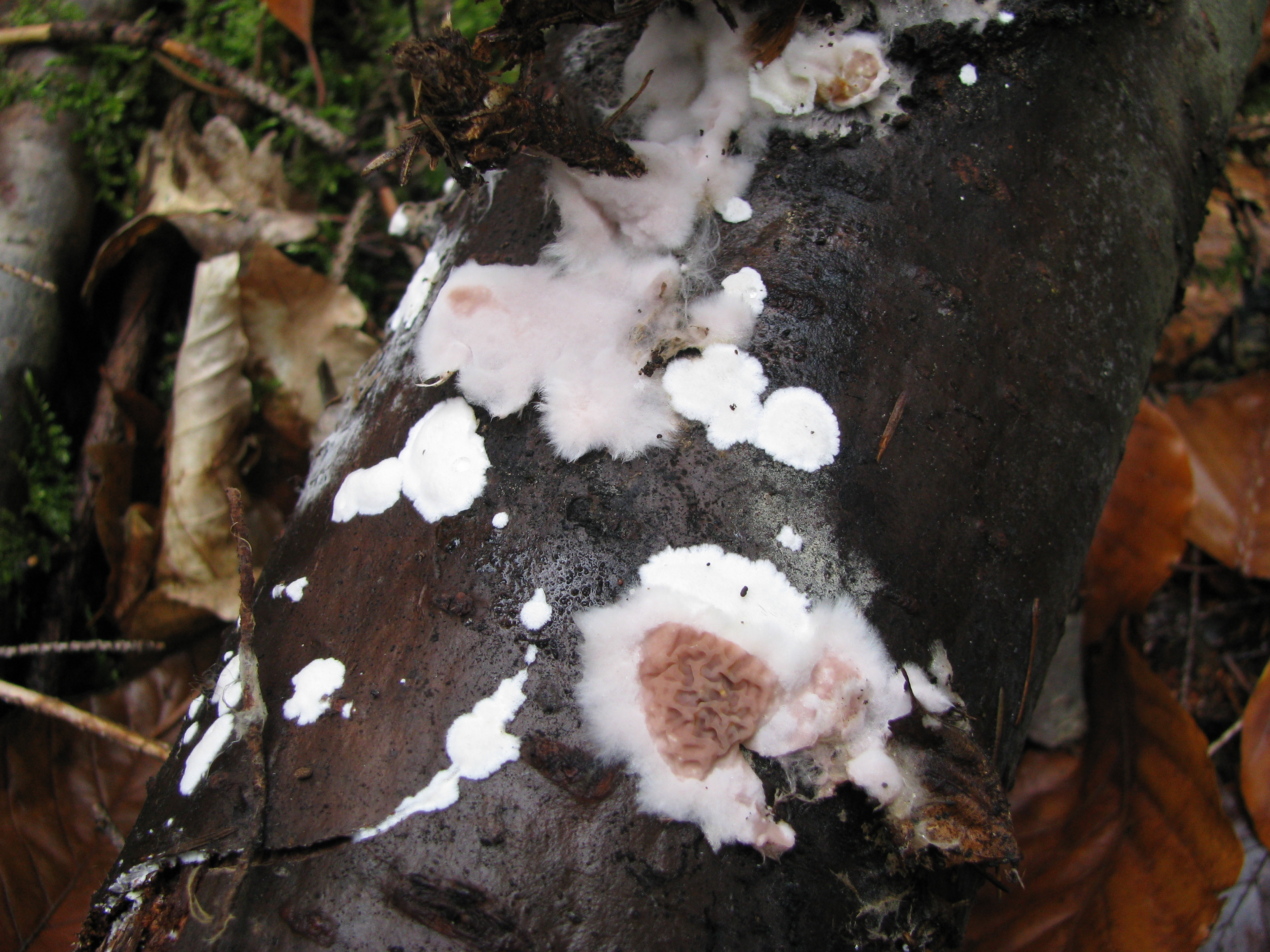
Junger Fruchtkörper des Wilden Hausschwamms

## Bedeutung
Der Wilde Hausschwamm kann als Holzschädling auftreten, ist aber weniger zerstörerisch als der Echte Hausschwamm.